# Football Club Groningen 2017-2018
Questa voce raccoglie le informazioni riguardanti lo  Football Club Groningen  nelle competizioni ufficiali della stagione 2017-2018.

## Rosa 2017-2018
Aggiornata al 31 gennaio 2018.
| N. |                                 | Ruolo | Calciatore         |
| -- | ------------------------------- | ----- | ------------------ |
| 1  | Paesi Bassi (bandiera)          | P     | Sergio Padt        |
| 2  | Paesi Bassi (bandiera)          | D     | Deyovaisio Zeefuik |
| 3  | Danimarca (bandiera)            | D     | Kasper Larsen      |
| 4  | Paesi Bassi (bandiera)          | D     | Mike te Wierik     |
| 5  | Bosnia ed Erzegovina (bandiera) | D     | Samir Memišević    |
| 6  | Paesi Bassi (bandiera)          | D     | Etiënne Reijnen    |
| 7  | Paesi Bassi (bandiera)          | C     | Juninho Bacuna     |
| 9  | Sudafrica (bandiera)            | A     | Lars Veldwijk      |
| 10 | Paesi Bassi (bandiera)          | A     | Mimoun Mahi        |
| 14 | Messico (bandiera)              | A     | Uriel Antuna       |
| 16 | Belgio (bandiera)               | P     | Kevin Begois       |
| 17 | Paesi Bassi (bandiera)          | C     | Jesper Drost       |

| N. |                               | Ruolo | Calciatore       |
| -- | ----------------------------- | ----- | ---------------- |
| 19 | Paesi Bassi (bandiera)        | A     | Tom van Weert    |
| 20 | Paesi Bassi (bandiera)        | C     | Yoëll van Nieff  |
| 21 | Paesi Bassi (bandiera)        | D     | Django Warmerdam |
| 23 | Australia (bandiera)          | C     | Ajdin Hrustic    |
| 25 | Giappone (bandiera)           | C     | Ritsu Dōan       |
| 36 | Paesi Bassi (bandiera)        | C     | Tom van de Looi  |
| 37 | Paesi Bassi (bandiera)        | D     | Lars Kramer      |
| 39 | Paesi Bassi (bandiera)        | D     | Amir Absalem     |
| 46 | Papua Nuova Guinea (bandiera) | A     | David Browne     |
| 47 | Paesi Bassi (bandiera)        | A     | Michael Breij    |
| 50 | Paesi Bassi (bandiera)        | A     | Tim Freriks      |
| 68 | Paesi Bassi (bandiera)        | C     | Ludovit Reis     |